# Oigimer Nereo Silva Ballbe
Oigimer Nereo Silva Ballbe (Buenos Aires, 16 de diciembre de 1915- 7 de marzo de 2010) fue un militar argentino, perteneciente al Ejército, que alcanzó la jerarquía de coronel. Se desempeñó como interventor federal interino y de facto de la provincia de Jujuy entre abril y mayo de 1962.

## Biografía
Nacido en Buenos Aires en 1915, ingresó al Ejército Argentino, egresando del Colegio Militar de la Nación como subteniente del arma de Infantería en 1938. A lo largo de su carrera militar ocupó diversos destinos.
Se desempeñaba como Comandante del Segundo Destacamento de Montaña en San Salvador de Jujuy cuando ocurrió el golpe de Estado de 1962, asumiendo como interventor federal interino y de facto de la provincia de Jujuy, entre abril y mayo de ese año, al deponerse las autoridades provinciales constitucionales.
Luego fue designado comandante de la Novena División de Infantería Motorizada con asiento en Comodoro Rivadavia (Chubut). Fue dado de baja del Ejército en octubre de 1962, habiendo alcanzado el grado de coronel, tras el primer enfrentamiento entre Azules y Colorados. Falleció en 2010.